# Strompreis

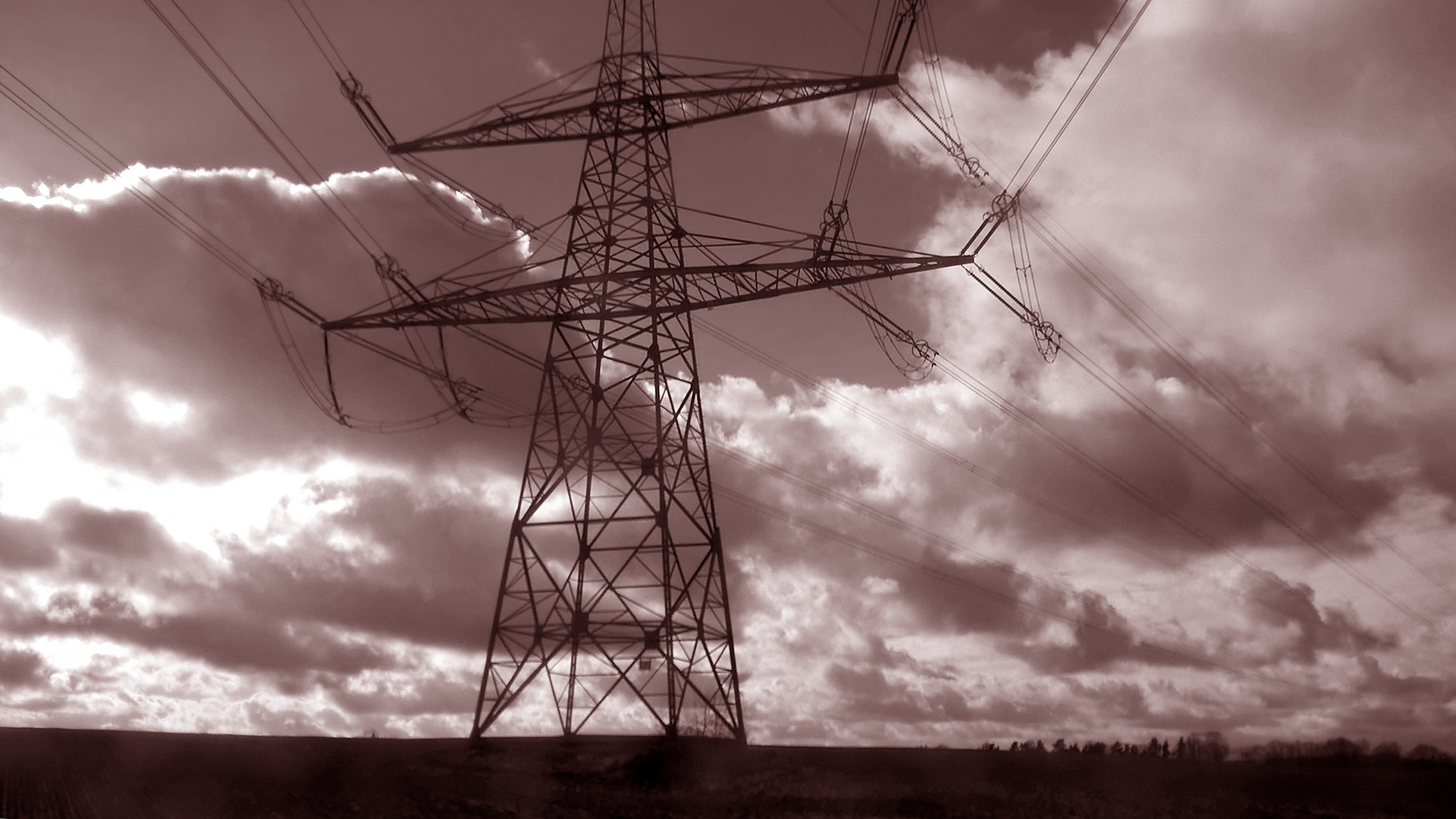
Stromtransport per Hochspannungsleitung

Der Strompreis ist das Entgelt für die Belieferung mit elektrischer Energie. Der Strompreis unterscheidet sich zwischen den Stromanbietern und den angebotenen Tarifen und kann durch einen Wechsel des Tarifs sowie in liberalisierten Märkten durch einen Stromanbieterwechsel durch den Kunden beeinflusst werden.
Dieser Artikel behandelt die Strompreise von Haushaltskunden und Sonderkunden (Industrie). Strom wird an der Börse und auf OTC-Märkten als sog. Commodity gehandelt, siehe dazu den Artikel Stromhandel.

## Historische Anmerkungen
Strompreise wurden historisch je nach Abnahmedauer und -Menge variiert. Lichtstrom kostete in einem Beispiel aus der Schweiz im Jahr 1917 mit 50 Rappen pro Kilowattstunde das Fünffache des Stroms zum Kochen, was auch in einem  Beispiel von Uznach im Jahr 1931 mit 30 Rappen der teuerste Strom blieb. Die übrigen Preise variierten je nach Steuerbarkeit durch den Versorger; nicht jeder Strom stand ständig zur Verfügung. So war der Kraftstrom unterteilt in Tageskraft, welche Abends während der „Hauptbeleuchtungszeit“ gesperrt war, wie auch Strom für Boiler und Landwirtschaft. Nachtbeheizte Boiler bezogen 1931 zur billigsten Zeit Strom für 4 Rappen pro Kilowattstunde, während Boiler ohne Zeitbeschränkung den Strom durchgehend zu 20 Rappen beziehen mussten. Auch das deutsche Badenwerk führte in den 1960er Jahren mehrere Haushaltstarife, einen Gewerbetarif Licht, den Gewerbetarif Kraft, Landwirtschaftstarif und Kleinstabnehmertarif. Zudem berechnet sich der Strompreis für Grossbezüger, sogenannte Sonderabnehmer, unterschiedlich; laut einer Quelle von 2009 bezogen „Tarifkunden“, also solche mit festem Tarif, im Zeitraum zwischen 1950 und 2008 stets deutlich unter 50 Prozent des Stromes.
In Deutschland fielen die Preise für Strom kaufkraftbereinigt von 1950 bis 2000. Von 2000 bis 2007 stiegen die Strompreise um durchschnittlich 5,3 Prozent pro Jahr. Nominal stieg der Strompreis von 1998 bis 2022 um 118 Prozent, was preisbereinigt 45 Prozent entspricht.

## Strompreis in Deutschland

### Bestandteile des Strompreises

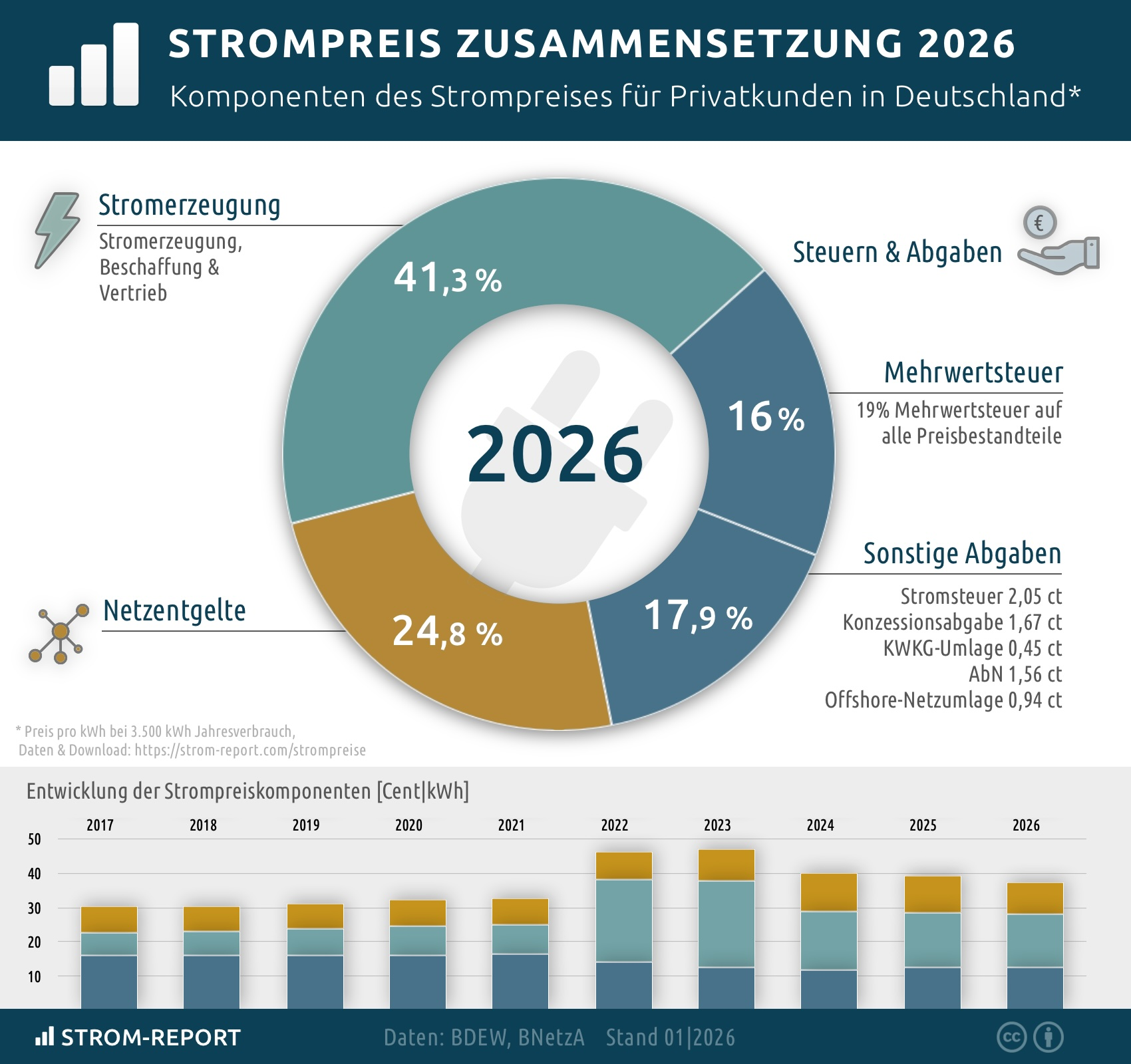
Bestandteile des Strompreises für private Haushalte in Deutschland im Jahr 2025 (Bruttoanteile)

Der Strompreis setzt sich aus mehreren Komponenten zusammen, grundsätzlich aus vier Bereichen:
1. Stromeinkauf (Erzeugung), Service und Vertrieb
2. Gesetzlich regulierte Netzentgelte (Netznutzung) sowie Kosten für den Stromzähler
3. Umlagen, mit denen Kosten der Stromerzeugung und -verteilung, die aus dem Ausbau Erneuerbarer Energien resultieren, bundesweit verteilt werden
4. Staatlich festgelegte Steuern und Abgaben

#### Stromerzeugung
Der im Diagramm mit Stromerzeugung benannte Anteil ist der einzige Teil des Strompreises, den der Stromlieferant beeinflussen kann. Dieser Anteil macht Stand 2023 durchschnittlich 52,9 % des Haushaltskundenpreises aus. Alle anderen Bestandteile sind entweder gesetzlich vorgegeben oder sie werden durch andere Parteien wie Verteil- und Übertragungsnetzbetreiber bestimmt.

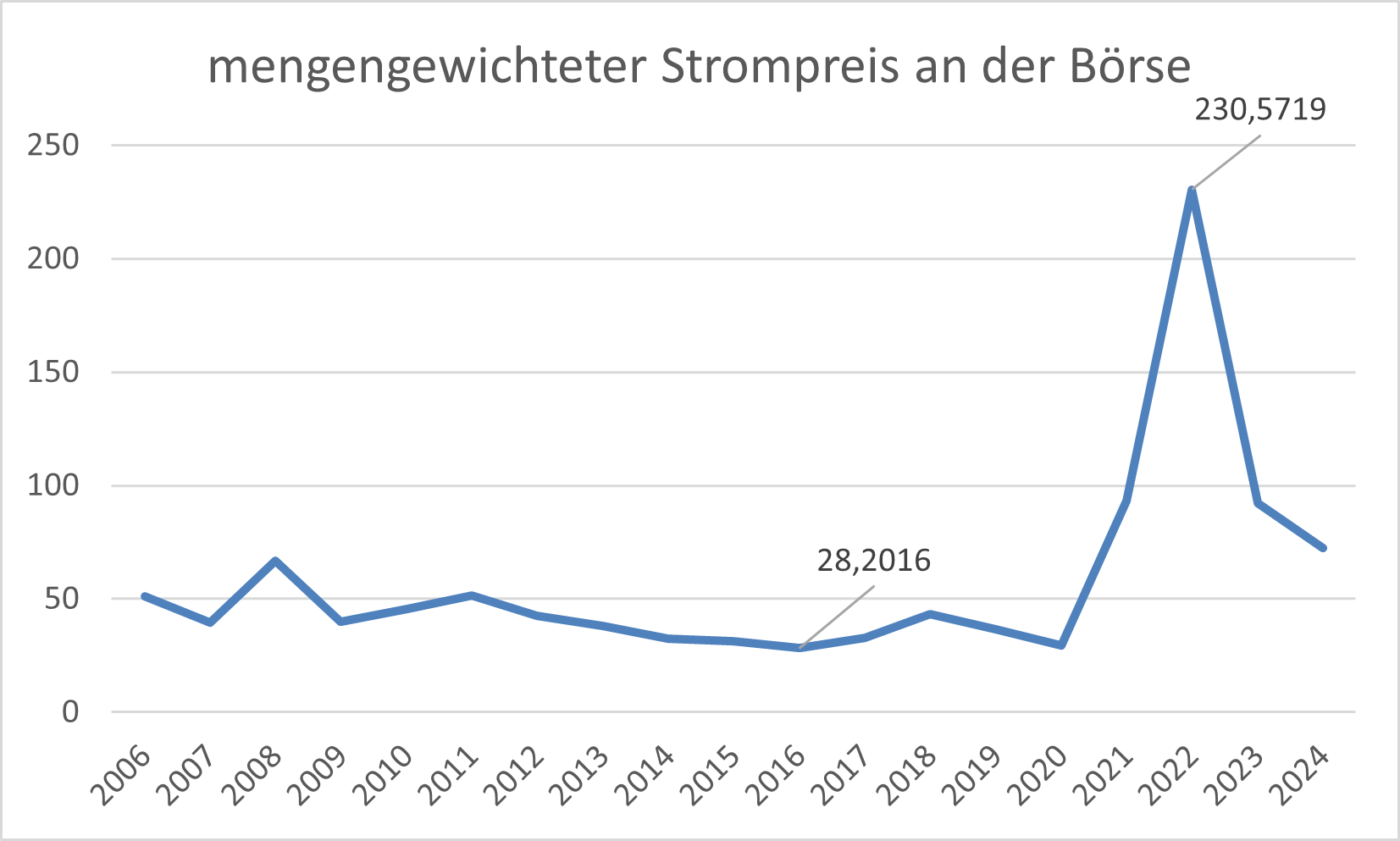
Jährliche Börsenstrompreise in Deutschland, Quelle Fraunhofer ISE

Dieser Preisanteil verbleibt dem Versorger zur Deckung der Kosten für die Strombeschaffung, der Kosten für die sehr kleinteilige und IT-intensive Endkundenlieferung und -abrechnung (siehe Energievertrieb) wie auch als Marge und zur Deckung von Kreditrisiken des Endkundenabsatzes. Die Höhe des Stromerzeugungsanteils ist wesentlich durch das Preisniveau im Strom-Großhandel bestimmt.

Beschaffung des prognostizierten Absatzes über standardisierte Handelsprodukte

Die Strombeschaffung erfolgt entweder vollständig über einen Vorlieferanten, der auch die erforderliche Flexibilität für die Mengenabweichungen bereitstellt oder ganz oder teilweise über den Stromhandel. Basis für die Beschaffung ist eine viertelstundenscharfe Prognose des Endkundenabsatzes für das zu beschaffende Lieferjahr. Diese Prognose wird entweder beim Vorlieferanten mit den erforderlichen Flexibilitäten beschafft oder in handelbare Produkte zerlegt und stückweise auf den Energiehandelsmärkten abgesichert. Grundversorger müssen mindestens 6 Wochen vor Beginn des neuen Lieferjahres einen Preis für die Grundversorgung kommunizieren. Daher haben sie üblicherweise zu diesem Zeitpunkt ihren Bedarf weitgehend beschafft und damit den Preis abgesichert.
Große Kunden werden oftmals separat betrachtet und erst bei Vertragsabschluss beschafft.
Die Strategie der Strombeschaffung des Lieferanten bestimmt den Beschaffungspreis und die Qualität des gelieferten Stroms (siehe Grünstrom und Stromkennzeichnung).
Der Handelspreis (siehe auch Großhandelsstrompreis weiter unten) eines typischen Verbrauchsprofils ist wegen hohem Tagesbedarf und niedrigem Nachtbedarf grundsätzlich höher als der durchschnittliche Börsenpreis. Weiterhin lässt sich das typische Verbrauchsprofil in der Struktur und damit auch im Wert und den zugehörigen Erzeugungskosten nicht mit dem Einspeiseprofil von Solar- und Windanlagen vergleichen (siehe dazu unten das Kapitel Einflussfaktoren auf die Strompreisbildung).

#### Netznutzung
Die Höhe des Netznutzungsentgeltes hängt von der Spannungsebene der Abnahmestelle ab. Dabei enthält das Netznutzungsentgelt des Abnehmers jeweils die Netznutzung aller darüber gelegenen Spannungsebenen. So zahlen Industriebetriebe, die an die Mittelspannungsebene angeschlossen sind, deutlich geringere Netzentgelte als Haushaltskunden. Netznutzungsentgelte unterscheiden sich regional und sind besonders im Norden Ostdeutschlands deutlich teurer. Früher bestimmte die Amortisierung großer Investitionen in die Netzinfrastruktur in der Nachwendezeit in Ostdeutschland die Kosten. Mittlerweile ist es der erforderliche Ausbau der Netze durch die Windeinspeisung.
Netzentgelte sind in den letzten Jahren deutlich gestiegen und ein wesentlicher Kostentreiber beim Strompreis. Gründe für den Anstieg sind unter anderem Netzausbaukosten durch die Einspeisung erneuerbarer Energien in den Verteil- und Übertragungsnetzen, gestiegene Kosten aus dem Engpassmanagement und dem Redispatch sowie steigende Kosten bei der Beschaffung von Verlustenergie durch gestiegene Strompreise. Laut Monitoringbericht 2020 der Bundesnetzagentur und des Bundeskartellamtes lagen in diesem Jahr für den Bereich der Haushaltskunden die niedrigsten Netzentgelte bei 3,94 ct/kWh und die höchsten bei 16,16 ct/kWh. Seit dem Jahr 2016 weist der Monitoringbericht den mengengewichteten Mittelwert der Netzentgelte für Haushaltskunden mit einem Jahresverbrauch von 2.500 bis 5.000 kWh aus. Im Jahr 2023 betrugen diese 9,35 ct/kWh.
| Netzentgelte Haushaltskunden (2500–5000 kWh) |                   |
| Jahr                                         | Entgelt in ct/kWh |
| 2016                                         | 6,71              |
| 2017                                         | 7,3               |
| 2018                                         | 7,17              |
| 2019                                         | 7,22              |
| 2020                                         | 7,5               |
| 2021                                         | 7,52              |
| 2022                                         | 8,12              |
| 2023                                         | 9,35              |

Die zunehmende Einspeisung Erneuerbarer Energien macht sowohl Ausbau sowohl der Übertragungs- als auch der Verteilnetze erforderlich. Für die erforderliche Verstärkung der Verteilernetze erwarten die Verteilernetzbetreiber (VNB) Stand 2024, dass sie 93.136 km Leitungen bis zum Jahr 2032 verstärken, optimieren oder neu bauen müssen. Die Übertragungsnetzbetreiber (ÜNB) kündigten in einem Entwurf des NEP (2037/45) im Juni 2023 einen notwendigen Zubau an Land und auf See von 25.723 km an (siehe Netzentwicklungsplan Strom). Beim Ausbau der Stromnetze besteht laut Bundesrechnungshof und BNetzA derzeit (2024) ein erheblicher Zeit- und Ausbauverzug von sieben Jahren und 6.000 km.
Die Kosten für den künftigen Netzausbau sind in den derzeitigen Strompreisen noch nicht enthalten. Der Investitionsbedarf für die Übertragungsnetze (an Land und auf See) bis zum Jahr 2045 beträgt laut Bundesrechnungshof und Bundesnetzagentur mindestens 313,7 Mrd. Euro. Hinzu kommen erhebliche Investitionen in die Verteilernetze. Die BNetzA bezifferte diese auf gut 150 Mrd. Euro bis zum Jahr 2045. Diese Summe entspricht einem Investitionsvolumen von ca. 2 % des Bruttosozialprodukts über die nächsten 20 Jahre.
Seit 1. November 2005 müssen die Netzbetreiber ihre Netznutzungsentgelte der Bundesnetzagentur bzw. den Landesregulierungsbehörden zur Genehmigung vorlegen. Aufgrund der Ausweitung der Netzentgelt-Vergünstigungen (§ 19 der Stromnetzentgeltverordnung) vom Herbst 2011 wurden Großverbraucher deutlich von Netzentgelten entlastet. Das Entlastungsvolumen steigt von 805 Mio. Euro 2013 auf 1,1 bis 1,2 Mrd. Euro im Jahr 2014. Die hier vorgenommenen Entlastungen werden auf Privathaushalte und Kleingewerbe umgewälzt (sog. „§-19-Umlage“).
Rechtliche Grundlage für das staatlich regulierte Entgelt für den Transport und die Verteilung der Energie durch Übertragungsnetzbetreiber und die örtlichen Verteilnetzbetreiber bildet die Stromnetzentgeltverordnung (StromNEV). Sie hat ab Mitte 2005 die vorherige privatrechtliche Verbändevereinbarung für Strom ersetzt. Sie ist zwischenzeitlich ergänzt worden durch die Anreizregulierungsverordnung (ARegV), die am 7. November 2007 in Kraft getreten ist.

##### Umlagen
Umlagen dienen dazu, Kosten der Stromerzeugung und Verteilung, die aus dem Ausbau Erneuerbarer Energien resultieren, bundesweit zu verteilen. Damit soll vermieden werden, Regionen mit starkem Ausbau mit deutlich höheren Stromkosten belastet werden. Umlagen sind in der gegenwärtigen Aufstellung der Stromversorgung mit den gegebenen Erzeugungsanlagen unvermeidliche Stromversorgungskosten und keine Einnahmen des Staates. Somit ist es nicht sachgerecht, diese mit Steuern zusammenzufassen. Die aufgeführten Umlagen auf Stromlieferungen in Deutschland machen bei Haushaltskunden derzeit (Stand 2023) insgesamt rund 6,1 % des Strompreises aus:
- Die KWK-Umlage wurde 2002 mit dem Kraft-Wärme-Kopplungsgesetz (KWKG) eingeführt. Sie ist Teil des Strompreises und wird auf die Netzentgelte aufgeschlagen. KWK-Anlagen erzeugen in einem Verbrennungsprozess gleichzeitig Strom und Wärme. Mit der KWKG-Umlage wird die Erzeugung von Strom aus Kraft-Wärme-Kopplungsanlagen gefördert. Der Stromnetzbetreiber zahlt für den so erzeugten Strom einen Zuschlag an den Anlagenbetreiber.[23]
- Die NEV-Umlage nach § 19 Abs. 2 StromNEV (Stromnetzentgeltverordnung) wurde 2012 zum Ausgleich für Netzentgeltbefreiungen stromintensiver Unternehmen eingeführt. Die Übertragungsnetzbetreiber gleichen mit dieser Umlage die entgangenen Erlöse aus, die durch vergünstigte Netzentgelte im Rahmen der Sonderformen der Netznutzung entstehen. Die Übertragungsnetzbetreiber sind dazu verpflichtet, bis zum 25. Oktober eines Jahres die Höhe der § 19 StromNEV-Umlage für das Folgejahr zu veröffentlichen.  Zum 25. Oktober 2023 entfiel ein Zuschusses des Bundes zu den Übertragungsnetzentgelten in Höhe von 5,5 Mrd. Euro. Dies führte zu einem kurzfristigen Anstieg dieser Umlage.
- Die Offshore-Netzumlage nach § 17f EnWG (Energiewirtschaftsgesetz) wurde 2013 zur Deckung von Schadensersatzkosten eingeführt, die durch verspäteten Anschluss von Offshore-Windparks an das Übertragungsnetz an Land oder durch Netzunterbrechungen (Störungen und Wartungen länger 10 Tage) entstehen können. Seit 2019 werden auch die Kosten für die Errichtung und den Betrieb der Netzanbindungen von Offshore-Anlagen darüber statt über die Netzentgelte finanziert.  Die Umlage wird von den betroffenen Übertragungsnetzbetreibern (TenneT TSO GmbH und 50Hertz Transmission GmbH) auf Grundlage von § 17f Abs. 5 EnWG ermittelt.
- Die Umlage für abschaltbare Lasten nach § 18 AbLaV (Verordnung über Vereinbarungen zu abschaltbaren Lasten) wurde 2014 eingeführt. Die von den Übertragungsnetzbetreibern „abLa-Umlage“ genannte Umlage dient zur Deckung von Kosten abschaltbarer Lasten zur Aufrechterhaltung der Netz- und Systemsicherheit. Die Umlage für abschaltbare Lasten nach § 18 AbLaV wurde letztmalig 2023 erhoben.
- Die EEG-Umlage wurde 2000 mit dem Erneuerbare-Energien-Gesetz (EEG) eingeführt (s. a. Direktvermarktung erneuerbarer Energien). Ihre Höhe wurde jährlich aus der Differenz zwischen Aufwendungen (Zahlungen an EEG-Einspeiser und zugehörige Aufwendungen) und Einnahmen (Verkauf des EEG-Stroms) für EEG-Strom ermittelt. Die EEG-Umlage deckte somit die Mehrkosten der erneuerbaren Erzeugung gegenüber dem dafür erzielten Marktpreis und ist damit ein Teil der Stromerzeugungskosten. Ihre Höhe betrug bis 2021 etwa 20 % des Strompreises. Zum 1. Juli 2022 wurde sie durch eine Subvention aus dem Bundeshaushalt ersetzt.[24] Seither wird der EEG-Finanzierungsbedarf, der den Bundeshaushalt voraussichtlich im Folgejahr belastet, jährlich ermittelt und auf Netztransparenz.de veröffentlicht. Im Jahr 2023 entstanden aus der Differenz Einnahmen, der Finanzierungsbedarf lag bei −3,637 Mrd. €, im Jahr 2024 wurden Kosten von 10,616 Mrd. € geplant. Im August 2024 ergab sich jedoch für das aktuelle Jahr ein Mehrbedarf von 8,8 Mrd. €,[25] der zunächst im Sondervermögen „Klima- und Transformationsfonds“ (KTF) verbucht wurde. Die aktuelle Planung für das Jahr 2025 beträgt 17,030 Mrd. Euro ohne Berücksichtigung des anzusetzenden Kontostandes.[26]

#### Steuern
Ein Anteil von 25 % des Strompreises (2024: 11,7 ct von 40,22 ct) entfallen auf Steuern. Dazu zählen in Deutschland:
- Die Konzessionsabgabe, eine Einnahme der Kommune
- Die Stromsteuer („Ökosteuer“) zur Förderung klimapolitischer Ziele sowie zur Absenkung und Stabilisierung des Rentenbeitragssatzes mit einem Volumen von rd. 7 Mrd. €.[28] Seit 2003 beträgt diese Steuer 20,50 € je Megawattstunde.[28] 2025 ist eine Absenkung für energieintensive Unternehmen und das produzierende Gewerbe geplant.[29] Die EU-Kommission hat keine Bedenken[30]
- Die Mehrwertsteuer (19 %) wird auf den gesamten Strompreis mit all seinen Bestandteilen erhoben.[31]

Gemeinden erhalten von Energie-Netzbetreibern eine Konzessionsabgabe (KA) als Gegenleistung für die Benutzung der öffentlichen Straßen und Wege zur Verlegung von Strom- und Gasleitungen. Die Höhe wird durch die Gemeinde bestimmt und in der Konzessionsabgabenverordnung (KAV) begrenzt. Sie richtet sich nach dem Energieliefervertrag (Tarifkunde oder Sonderkunde) und nach der Einwohnerzahl der Gemeinde.
Darüber hinaus wurden Steuern auf den Verbrauch bestimmter Primärenergieträger erhoben, z. B. die Brennelementesteuer bei Kernkraftwerken. Diese Kosten sind in den Stromerzeugungskosten enthalten.

### Höhe des Strompreises für private Haushalte

Entwicklung des durchschnittlichen Haushaltsstrompreises seit 2019

Weltweit war Deutschland 2020 eines der Länder mit der teuersten Elektrizität für private Verbraucher. Im ersten Halbjahr 2024 hatte Deutschland absolut den teuersten Privathaushaltspreis Europas. Die Entwicklung des Strompreises für Haushalte mit drei Personen und einem durchschnittlichen Stromverbrauch von 3500 kWh/Jahr ist in der folgenden Tabelle ab 1998 nach Angaben des Bundesverbandes der Energie- und Wasserwirtschaft (BDEW) dargestellt. Der durchschnittliche Strompreis für Privathaushalte ist demnach zwischen 2000, dem Zeitpunkt der Auswirkung der Strommarktliberalisierung, und 2021 von 13,94 auf 31,89 Cent/kWh gestiegen. Dies entspricht einer Steigerung von etwa 228 % bzw. durchschnittlich 6,1 % pro Jahr.
Als Kostengruppen sind in der Tabelle die Erzeugungs-, Transport- und Vertriebskosten gefolgt von den verschiedenen Abgaben und Steuern dargestellt, aus denen sich der Bruttostrompreis zusammensetzt. Die Erzeugungs-, Transport- und Vertriebskosten sind als Folge der Marktliberalisierung in den Jahren um die Jahrtausendwende zunächst gesunken, in den Folgejahren wieder gestiegen.
| Jahr     | Erzeugung, Transport, Vertrieb (1) | Kon- zessions- abgabe | Strom- steuer | KWK- Umlage | EEG- Umlage | § 19- Umlage | Offshore- Netz- umlage (2) | AbLa- Umlage | Umsatz- steuer | Strom- preis Brutto | Anteil Steuern |
| -------- | ---------------------------------- | --------------------- | ------------- | ----------- | ----------- | ------------ | -------------------------- | ------------ | -------------- | ------------------- | -------------- |
| 1998     | 13,04                              | 1,66                  | –             | –           | 0,08        | –            | –                          | –            | 2,33           | 17,11               | 23 %           |
| 1999     | 11,72                              | 1,66                  | 0,77          | –           | 0,10        | –            | –                          | –            | 2,28           | 16,53               | 28 %           |
| 2000     | 8,75                               | 1,66                  | 1,28          | 0,13        | 0,20        | –            | –                          | –            | 1,92           | 13,94               | 35 %           |
| 2001     | 8,73                               | 1,66                  | 1,53          | 0,20        | 0,23        | –            | –                          | –            | 1,97           | 14,32               | 36 %           |
| 2002     | 9,84                               | 1,66                  | 1,79          | 0,25        | 0,35        | –            | –                          | –            | 2,22           | 16,11               | 35 %           |
| 2003     | 10,36                              | 1,66                  | 2,05          | 0,33        | 0,42        | –            | –                          | –            | 2,37           | 17,19               | 35 %           |
| 2004     | 10,95                              | 1,66                  | 2,05          | 0,31        | 0,51        | –            | –                          | –            | 2,48           | 17,96               | 34 %           |
| 2005     | 11,35                              | 1,66                  | 2,05          | 0,34        | 0,69        | –            | –                          | –            | 2,57           | 18,66               | 34 %           |
| 2006     | 11,88                              | 1,66                  | 2,05          | 0,31        | 0,88        | –            | –                          | –            | 2,68           | 19,46               | 33 %           |
| 2007     | 12,32                              | 1,66                  | 2,05          | 0,29        | 1,03        | –            | –                          | –            | 3,29           | 20,64               | 34 %           |
| 2008     | 13,14                              | 1,66                  | 2,05          | 0,19        | 1,16        | –            | –                          | –            | 3,46           | 21,65               | 33 %           |
| 2009     | 14,25                              | 1,66                  | 2,05          | 0,24        | 1,31        | –            | –                          | –            | 3,71           | 23,21               | 32 %           |
| 2010     | 14,02                              | 1,66                  | 2,05          | 0,13        | 2,05        | –            | –                          | –            | 3,78           | 23,69               | 32 %           |
| 2011     | 13,93                              | 1,66                  | 2,05          | 0,03        | 3,53        | –            | –                          | –            | 4,03           | 25,23               | 31 %           |
| 2012     | 14,17                              | 1,66                  | 2,05          | 0,002       | 3,59        | 0,15         | –                          | –            | 4,13           | 25,89               | 30 %           |
| 2013     | 14,55                              | 1,66                  | 2,05          | 0,13        | 5,28        | 0,33         | 0,25                       | –            | 4,60           | 28,84               | 29 %           |
| 2014     | 14,01                              | 1,66                  | 2,05          | 0,18        | 6,24        | 0,09         | 0,25                       | 0,01         | 4,65           | 29,14               | 29 %           |
| 2015     | 13,79                              | 1,66                  | 2,05          | 0,25        | 6,17        | 0,24         | −0,05                      | 0,01         | 4,58           | 28,70               | 29 %           |
| 2016     | 13,27                              | 1,66                  | 2,05          | 0,45        | 6,35        | 0,38         | 0,04                       | –            | 4,60           | 28,80               | 29 %           |
| 2017     | 13,22                              | 1,66                  | 2,05          | 0,438       | 6,88        | 0,388        | −0,028                     | 0,006        | 4,67           | 29,28               | 29 %           |
| 2018     | 13,49                              | 1,66                  | 2,05          | 0,345       | 6,792       | 0,370        | 0,037                      | 0,011        | 4,71           | 29,47               | 29 %           |
| 2019     | 14,48                              | 1,66                  | 2,05          | 0,280       | 6,405       | 0,305        | 0,416                      | 0,005        | 4,86           | 30,46               | 28 %           |
| 2020     | 15,26                              | 1,66                  | 2,05          | 0,226       | 6,756       | 0,358        | 0,416                      | 0,007        | 5,08           | 31,81               | 28 %           |
| 2021     | 15,73                              | 1,66                  | 2,05          | 0,25        | 6,50        | 0,43         | 0,40                       | 0,01         | 5,13           | 32,16               | 27 %           |
| 2022     | 25,05                              | 1,66                  | 2,05          | 0,38        | 1,86        | 0,44         | 0,42                       | 0,00         | 6,05           | 37,91               | 26 %           |
| 2023     | 33,35                              | 1,66                  | 2,05          | 0,36        | 0,00        | 0,42         | 0,59                       | 0,00         | 7,30           | 45,73               | 24 %           |
| 2024 (3) | 30,20                              | 1,66                  | 2,05          | 0,28        | 0,00        | 0,64         | 0,66                       | 0,00         | 6,74           | 42,22               | 25 %           |

Die relativen Ausgaben für Strom von privaten Haushalten stiegen im Zeitraum von 2007 bis 2022 von 2,1 % auf 2,6 %:
| Jahr | Gesamt- ausgaben für Konsum | davon für Strom | Anteil |
| ---- | --------------------------- | --------------- | ------ |
|      | Mrd. €                      | Mrd. €          | %      |
| 2022 | 1 878,779                   | 48,783          | 2,6    |
| 2021 | 1 699,233                   | 41,165          | 2,4    |
| 2020 | 1 644,468                   | 40,549          | 2,5    |
| 2019 | 1 717,921                   | 37,785          | 2,2    |
| 2018 | 1 668,033                   | 36,758          | 2,2    |
| 2017 | 1 620,634                   | 36,844          | 2,3    |
| 2012 | 1441,3                      | 34,0            | 2,4    |
| 2011 | 1409,8                      | 33,0            | 2,3    |
| 2010 | 1359,5                      | 31,0            | 2,3    |
| 2009 | 1319,2                      | 29,4            | 2,2    |
| 2008 | 1317,3                      | 27,5            | 2,1    |
| 2007 | 1287,4                      | 26,9            | 2,1    |

Quelle: Daten des Statistischen Bundesamtes

### Höhe des Strompreises für industrielle Abnehmer

Höhe und Zusammensetzung des Industriestrompreises in Deutschland 2014 bis 2024. Den weitaus größten Anteil machen Beschaffung, Netzentgelt und Vertrieb aus. Bis Anfang 2022 spielte auch die EEG-Umlage eine wesentliche Rolle. Seit dem Allzeithoch im Jahr 2022 sind die Preise bis 2024 auf ein Niveau gefallen, das dem des Jahres 2017 entsprach.

Die mittleren Strompreise für industrielle Abnehmer stiegen laut Statista im Zeitraum von 1998 bis 2024 von 9,34 ct/kWh auf 19,14 ct/kWh. In den Jahren 2021, 2022 und 2023 wurden Spitzenwerte von im Mittel 21,38 ct/kWh, 43,2 ct/kWh und 24,46 ct/kWh erreicht.
Die mittlere Höhe des Strompreises für Industriekunden ist grundsätzlich niedriger als für Haushaltskunden. Dies hat verschiedene Gründe:
Geringere Umlagen und Abgaben:
Industriekunden waren teilweise von der EEG-Umlage ganz oder teilweise befreit. Auch andere Abgaben und Umlagen, wie die Konzessionsabgabe, die Offshore-Netzumlage und die KWK-Umlage sind nach Abnahmemenge gestaffelt und für Sondervertragskunden mit höherem Absatz niedriger.
Geringere spezifische Margen und Vertriebsaufschläge:
Größere Abnahmemengen führen zu geringeren Vertriebs-, Abrechnungs- und Verwaltungskosten pro gelieferter Kilowattstunde. In der Regel haben große Abnehmer auch eine bessere Bonität und damit ein geringeres Ausfallrisiko.
Günstigeres Abnahmeprofil
Industrielle Abnehmer haben oftmals ein günstigeres und damit preiswerteres Abnahmeprofil. Beispielsweise haben manche Industriebetriebe einen gleichmäßigen Strombedarf Tag und Nacht. Ein solches Lastprofil ist im Stromhandel günstiger, als das typische Endkunden-Abnahmeprofil mit seiner Mittags- und Abendspitze.

### Einflussfaktoren auf die Strompreisbildung
Die volkswirtschaftlichen Kosten der Stromversorgung bestehen im Wesentlichen aus Kosten für die Stromerzeugung und Kosten für die Stromverteilung, also den Kosten für den Bau und den Betrieb von Kraftwerken, Speichern, Netzen und anderen Infrastrukturen, sowie den damit verbundenen Dienstleistungen wie Netzbetrieb, inklusive der Systemdienstleistungen zur Erhaltung der Netzstabilität, Vertrieb und Stromhandel. Volkswirtschaftliche Kosten der Versorgung landen dabei nicht eins-zu-eins im Strompreis, andererseits kommen beim Strompreis staatliche Abgaben hinzu.
Zu den Betriebskosten von Kraftwerken zählen dabei unter anderem Brennstoffkosten (inklusive Transport), Kosten für Emissionszertifikate, Wartungskosten und Personalkosten für den laufenden Betrieb. Hinzu kommt die Amortisation der ursprünglichen Investition. Legt man die Erzeugungskosten eines Kraftwerkstyps auf die jeweils erzeugte Strommenge um, so spricht man von Stromgestehungskosten. Ein Vergleich von Stromgestehungskosten erlaubt keine direkte Aussage darüber, wie die Last möglichst kostendeckend erzeugt werden kann. Unterschiedliche Kraftwerke liefern einen unterschiedlichen Wertbeitrag zur Deckung der Absatzlast, was sich auch in unterschiedlichen Marktwerten der Einspeiseprofile unterschiedlicher Kraftwerke widerspiegelt. Weiterhin hat die gewählte Erzeugungsstrategie auch sehr große Auswirkungen auf die Netzkosten.

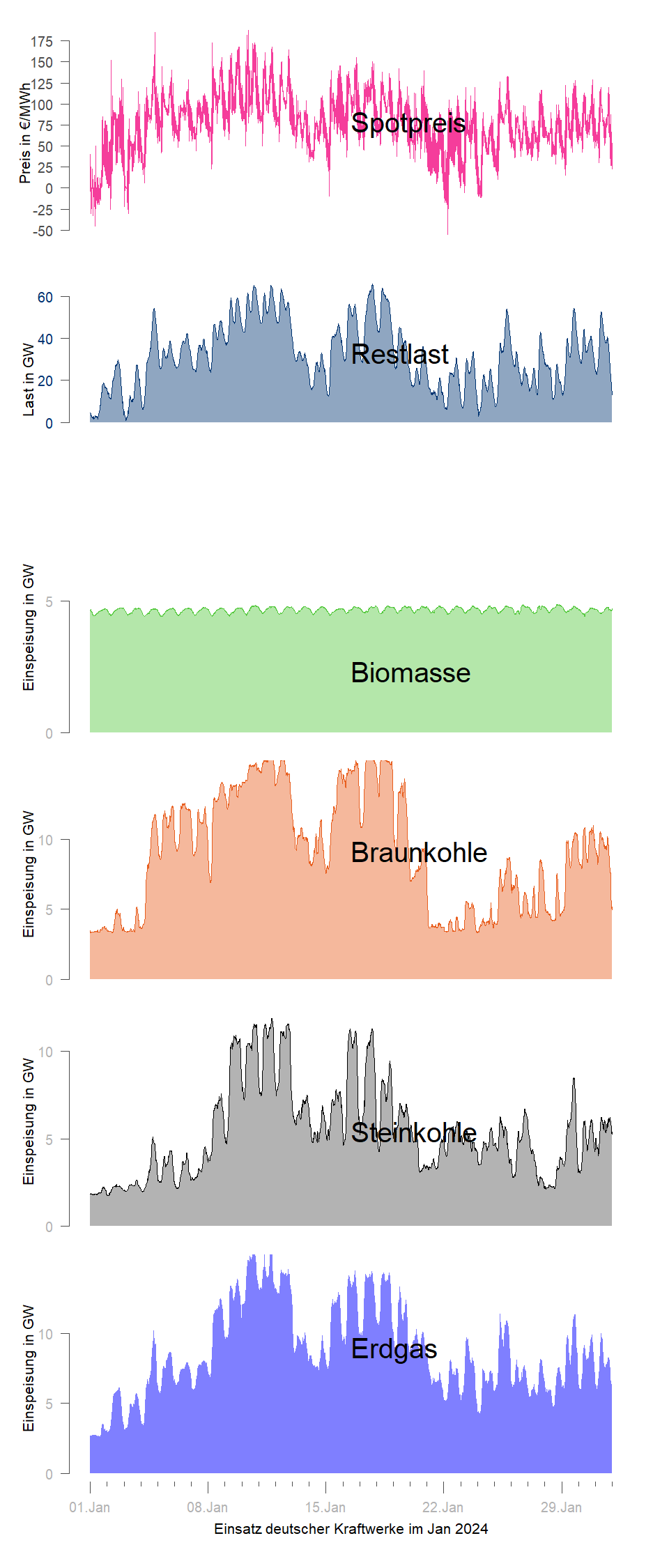
Fahrweise von lastfolgefähigen Kraftwerken im Januar 2024 (Daten Entso-E Transparenzplattform)

Das Einspeiseprofil Erneuerbarer Energien entspricht nicht dem Absatzprofil und dies wird auch bei weiterem Ausbau nicht der Fall sein. Um das Netz stabil zu halten, muss die Absatzlast sekundengenau durch die Erzeugung gedeckt werden. Bei einer 100 % erneuerbaren Erzeugung kommen somit Kosten für Speicherung (inklusive Amortisierung der Speicher-Investitionen) und weiträumigen internationalen Ausgleich hinzu. Die Gesamtkosten für die Erzeugung der Absatzlast können somit bei einer Erzeugung mit erneuerbaren Energien deutlich höher liegen, als bei einer konventionellen Erzeugungsstrategie, auch wenn die Gestehungskosten für das dargebotsabhängig eingespeiste Wind- oder Solarprofil darunter liegen.

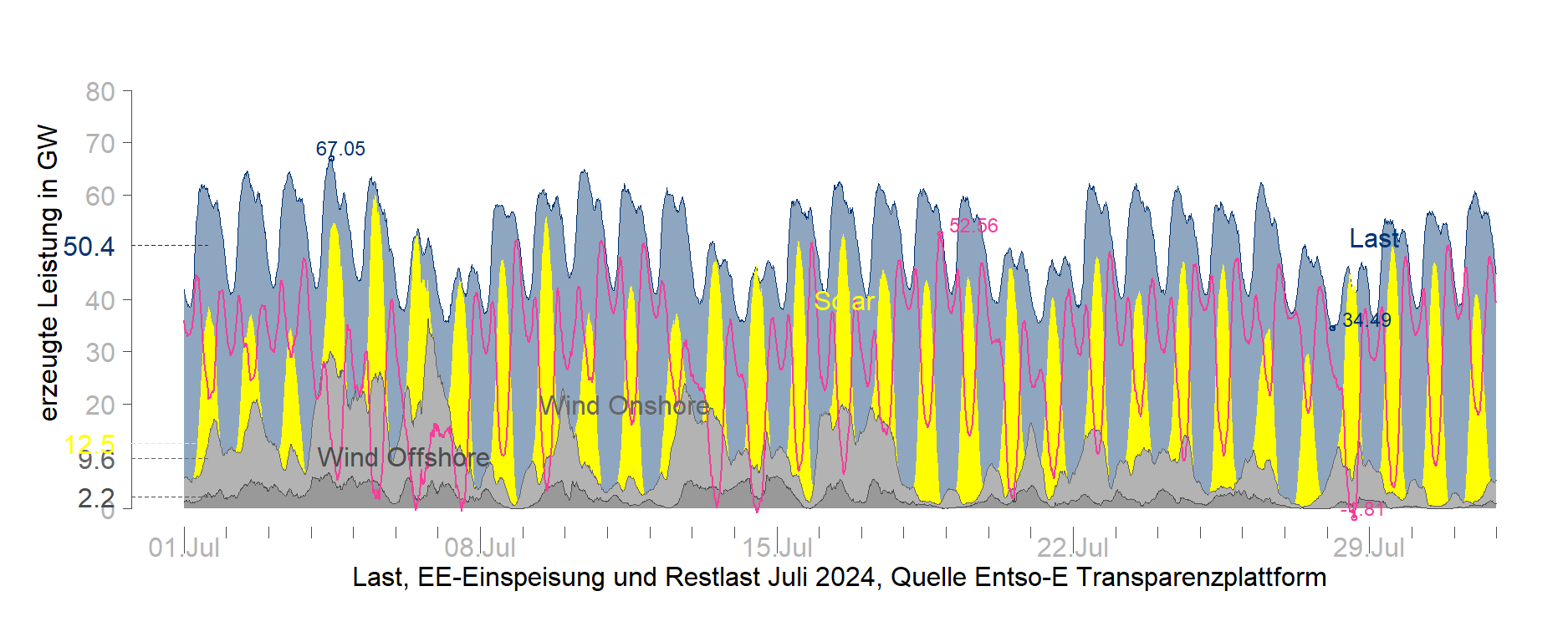
Wind-Solareinspeisung und Last im Juli 2024, Daten Entso-E Transparenzplattform

Derzeit wird die Residuallast, nach Abzug der erneuerbaren Erzeugung, im Wesentlichen durch lastfolgefähige Kraftwerke gedeckt. Die Last unterliegt Schwankungen, was sich in Kauf- und Wiederverkauf von Anpassungsmengen durch die Vertriebe widerspiegelt. Für die Kraftwerksbetreiber resultiert dies in Vergütungen für Flexibilität, die steuerbaren Kraftwerken und Speichern zugutekommt (siehe Kraftwerkseinsatzoptimierung).
Für die Kraftwerksbetreiber stehen den Stromgestehungskosten Erlöse auf dem Strommarkt und sofern es sich um erneuerbare Erzeugung handelt zusätzlich eine Marktprämie gegenüber, die die Differenz zu einem den Erzeugern garantierten Fixpreis ausgleicht. Die Marktprämie wurde bis 2022 über die EEG-Umlage auf den Strompreis umgelegt. Seither wird sie über Steuern finanziert, womit ein Teil der EE-Erzeugungserlöse nicht mehr im Strompreis ankommt. KWK-Anlagen erhalten zusätzlich einen KWK-Zuschlag, der über die KWKG-Umlage auf den Strompreis umgelegt wird. In allen Fällen decken die Markterlöse der Kraftwerke nicht notwendig alle Kosten (d. h. manche Kraftwerke machen Verlust) und andererseits werden einige Kraftwerke auch einen Gewinn erzielen.
In den Strompreis gehen nun nicht die Kosten der Kraftwerksbetreiber (d. h. die Stromgestehungskosten), sondern die Beschaffungskosten der Stromvertriebe für das ihren Kunden gelieferte Absatzprofil ein. Der Preis des Absatzprofils ergibt sich aus allem, was zur sekundengenauen Darstellung der Absatzlast erforderlich ist, das sind Markterlöse der Kraftwerksbetreiber, Kosten und Erlösen aus dem Im- und Export von Strom, wirtschaftliche Ergebnissen aus der Ein- und Ausspeicherung in Pumpspeichern und (in sehr geringem Umfang) Batteriespeichern (siehe Stromhandel) sowie auch die Kosten der Systemdienstleistungen der Netzbetreiber.
Die Preisbildung an den Handelsmärkten und somit die Erlöse der Kraftwerksbetreiber sind durch variable Kosten bestimmt: Ein flexibles Kraftwerk fährt dann und nur dann, wenn es einen positiven Deckungsbeitrag erzielen kann (siehe Kraftwerkseinsatzoptimierung). Die sehr hohen Gaspreise in den Jahren 2022–2023 führten zu entsprechend hohen Strompreisen, da die Gaskraftwerke zur Deckung der Mittel- und Spitzenlast benötigt wurden und somit der Strompreis ihre variablen Kosten decken musste (siehe Merit-Order). Dabei bietet das Kraftwerk jeden Tag den optimalen Fahrplan an, den es mit seinen gegebenen Flexibilitäten unter Berücksichtigung von der prognostizierten Angebot- und Nachfragesituation fahren kann. Erzielt das Kraftwerk dabei in einigen Stunden einen negativen Preis, kann aber nicht weiter abfahren, ohne auch in den Folgestunden des Bedarfs auszufallen, so bietet es den gesamten Fahrplan nur an, wenn es dafür insgesamt einen auskömmlichen Preis erhält. Dies kann dazu führen, dass in der Preisbildung an der Börse negative Preise in Überschussstunden Preisspitzen in darauffolgenden Knappheitsstunden hervorrufen (siehe EPEX Spot Dayahead Auktion).
Erzeugen Kraftwerke mit Verlust oder werden gar vorzeitig durch den Gesetzgeber oder durch den Betreiber wegen Unrentabilität stillgelegt, so resultiert aus den nicht amortisierten Investitionskosten volkswirtschaftlich ein Verlust, den entweder der Betreiber oder, sofern eine Entschädigung vereinbart ist, der Steuerzahler zahlt. Diese Verluste haben keine Auswirkung auf die Strompreise (siehe Sunk-Costs). Volkswirtschaftlich wirken sie durch die Fehlallokation von Kapital dennoch wohlstandsmindernd (siehe Fehlinvestition).
Entsprechend trat der vielzitierte Merit-Order-Effekt, wonach die erneuerbare Einspeisung wegen geringer variabler Kosten den Strompreis senkte, im Jahr 2007 als konventionelle Erzeugung noch ca. 80 % der Stromerzeugung ausmachte, tatsächlich ein. Volkswirtschaftlich erhöhten sich jedoch durch die Subventionierung teurer zusätzlicher Erzeugungsanlagen die Stromerzeugungskosten insgesamt und die Preissenkung an den Stromhandelsmärkten führte zu einer Umverteilung, bei der konventionelle Bestandsanlagen zu Lasten der deutschen Volkswirtschaft entwertet wurden und Stromkäufer aus dem In- und Ausland von billigeren Preisen profitierten.
Die Kosten der Stromverteilung werden durch Netzentgelte gedeckt. Die Höhe der Netzentgelte hängt stark von der gewählten Erzeugungsstrategie ab. Vor diesem Hintergrund ist die Trennung von Strompreisen in Erzeugungs- und Netzanteile irreführend. Der Ausbau der erneuerbaren Energien erhöht die Anforderungen an die Verteil- und Übertragungsnetze und den internationalen Stromtausch und führt somit zu höheren Netzentgelten.
Auch die Kosten für Systemdienstleistungen für die Netzstabilität werden auf die Netzentgelte umgelegt und haben sich massiv erhöht. Im Jahr 2022 meldeten die Übertragungsnetzbetreiber Redispatchmaßnahmen mit einem Gesamtvolumen von rund 22.000 GWh. Im Jahr 2014 waren es noch 4.249 GWh. Im selben Zeitraum stiegen die Kosten für diese Maßnahmen von 186,7 Millionen Euro auf 2,69 Milliarden Euro. Bis 2028 wird von einem Anstieg auf 6,5 Mrd. Euro ausgegangen.
Nach einer Studie von McKinsey vom Januar 2024 werden die Netzentgelte bei Weiterverfolgen der derzeitigen Stromerzeugungsstrategie bis 2045 von derzeit (2024) 9 ct auf 24 ct/kWh steigen, was zu einem Anstieg der Haushaltskundenpreise auf 48 ct/kWh führen würde. Ein stärkeres Setzen auf flexible Gaskraftwerke führe dagegen zu einer stärkeren nationalen Autarkie in der Stromversorgung. Dies hätte geringere Anforderungen an den Netzausbau und geringere Importe zu teuren Spitzenbedarfs- und Dunkelflauten-Zeiten zur Folge und führe damit insgesamt zu bis zu 20 % niedrigeren Strompreisen, auch wenn diese Kraftwerke zur Einhaltung der Klimaziele teilweise mit Wasserstoff befeuert werden.

Anstieg der Strompreise an der Strombörse ab 2021

### Strompreis in der politischen Diskussion
Mit dem Beginn des Ukrainekrieges und dem folgenden Wirtschaftskrieg zwischen der Europäischen Union und Russland stiegen die Spotmarktpreise für Erdgas an auf bis über 300 €/MWh (Ende August 2022) und ließen auch die Preise am Elektrizitätsmarkt eskalieren.
Dies führte zu einer ausgedehnten öffentlichen Diskussion der Preisbildungsmechanismen an den Handelsmärkten. Weiterhin wurden verschiedene staatliche Eingriffsmöglichkeiten in Erwägung gezogen, die letztendlich aber alle verworfen wurden.

### Stromtarife

#### Struktur von Stromtarifen
Stromtarife für Privathaushalte und Kleingewerbe werden aus einem verbrauchsabhängigen Arbeitspreis – entsprechend der genutzten Strommenge (kWh) – und einem festen, verbrauchsunabhängigen Bereitstellungs- und Verrechnungspreis (umgangssprachlich: Grundpreis) gebildet. Bei Großkunden kommt zusätzlich ein Leistungspreis für die maximal beanspruchte elektrische Leistung im Abrechnungszeitraum hinzu. Mit diesem Grundsystem bieten die Energieversorgungsunternehmen unterschiedliche Tarife an, die nach Leistungsbedarf und Stromverbrauch gestaffelt sind. Übergeordnet werden zwischen Erzeugern und Abnehmern sog. Stromlieferverträge abgeschlossen.

#### Haushaltsverträge
Stromlieferverträge für Haushalte bestehen in der Regel aus einer Kombination von Arbeits- und Grundpreis. Nach Ansicht der Energieversorger ist dieses zweigliedrige Tarifsystem für den Verbraucher verständlicher als mehrgliedrige Gewerbe- und Sonderverträge und einfach nachvollziehbar. Es werden auch Tarife angeboten, die nur aus dem Arbeitspreis bestehen. Prepaid-Strom wird in Deutschland nur selten genutzt.
 Arbeitspreis (verbrauchsabhängig)
Dies ist das Entgelt je verbrauchter Einheit an elektrischer Arbeit, angegeben als Euro (oder umgerechnet in Cent) pro Kilowattstunde (€/kWh). Das zu zahlende Arbeitsentgelt (in €) ergibt sich aus den verbrauchten Einheiten (kWh) multipliziert mit dem Arbeitspreis (€/kWh).
Bereitstellungs- und Verrechnungspreis (verbrauchsunabhängiger Grundpreis)
Der Bereitstellungspreis  dient dazu, die Kosten für die Lieferbereitschaft zu decken. Der Verrechnungspreis wird zur Kostendeckung  der Messeinrichtung (Zähler und Zubehör), der Verbrauchsmessung (Ablesung) sowie der Rechnungsstellung und des Inkassos angesetzt. Die Abrechnung erfolgt pro Monat oder Jahr, zumeist aber taggenau.
Grundversorgung 
Energieversorgungsunternehmen sind verpflichtet Tarife anzubieten, zu denen jedermann das Recht hat, mit elektrischer Energie beliefert zu werden. Diese Tarife wurden in der Vergangenheit als die sogenannten „Allgemeinen Tarife“ bezeichnet. Diese Tarife unterlagen gemäß der Bundestarifordnung Elektrizität bis Mitte 2007 der Genehmigung durch die zuständigen Landesbehörden und mussten dort von den Energieversorgungsunternehmen beantragt werden. Nach der Neufassung des Energiewirtschaftsgesetzes werden sie in § 39 EnWG als „Allgemeine Preise“ bezeichnet. Durch den Bezug von Elektrizität kommt automatisch ein Liefervertrag zu den „Allgemeinen Preisen“ zustande. Der Grundversorgungsvertrag kann mit einer Frist von zwei Wochen gekündigt werden.
Variable Strompreise
Seit dem Jahr 2011 ist für Stromanbieter das Angebot variabler Tarife gesetzlich vorgeschrieben (§ 41a EnWG). Dabei werden je nach Abnahmezeitpunkt unterschiedliche Preise berechnet, zum Beispiel ist eine nächtliche Abnahme billiger als eine Abnahme tagsüber oder die stündlichen Strombörsenpreise der Dayahead Auktion werden als Arbeitspreis für den Stromverbrauch in der entsprechenden Stunde herangezogen. Haushalte, die mit den seit 2010 zu verbauenden Smart Metern bzw. modernen Messeinrichtungen ausgerüstet sind, verfügen über eine notwendige technische Voraussetzung, solche Tarife zu nutzen. Sie können von ihnen profitieren, wenn sie Stromverbraucher haben, die zeitlich möglichst flexibel betrieben werden können: Beispielsweise Wasch- und Spülmaschinen, Wärmepumpen für Warmwasser und Heizung, E-Auto-Ladegeräte oder Energiespeicher-Systeme. Darüber hinaus sind variable Tarife und digitale Stromzähler sinnvolle Elemente/Voraussetzungen für intelligenten Stromverbrauch und Hausautomation.
Ökostrom und spezielle Tarife
Die Energieversorgungsunternehmen bieten eine breite Palette von Tarifen an und reagieren damit auf rechtliche Anforderungen und Kundenwünsche. Neben unterschiedlichen Arten der Abrechnung (Verhältnis von verbrauchsabhängigem Arbeitspreis zum festen Bereitstellungs- und Verrechnungspreis) werden unterschiedliche Herkunftsbereiche des Stroms angeboten (konventionelle Kraftwerke, erneuerbare Energiequellen „Ökostrom“ oder auch ein Strom-Mix). Die Versorgung der Haushalte, und somit zahlreiche Vorgaben zum Beispiel bei der Tarif-, Vertrags- und Rechnungs-Gestaltung, werden durch das Energiewirtschaftsgesetz (EnWG) Teil 4 Energielieferung an Letztverbraucher gemacht. So ist die Liste der dort vorgeschriebenen Rechnungsdetails lang und eine 5-seitige Stromrechnung keine Seltenheit.
Stromdiscounter
Stromdiscounter bieten tatsächlich oder vermeintlich vergleichsweise günstigen Strom an. Oftmals optimieren Stromdiscounter ihre Preise für Preisvergleichsportale im Internet und gewinnen auch dort ihre Kunden.

#### Gewerbetarife
Auch Gewerbetarife bestehen üblicherweise aus einer Kombination von Arbeitspreis (verbrauchsabhängig) und Grundpreis (verbrauchsunabhängig), wobei sich der Grundpreis in einen Verrechnungspreis und einen festen Leistungspreis aufgliedern kann. Der Verrechnungspreis beinhaltet die Kosten für die Messeinrichtung, die Verbrauchsmessung sowie die Rechnungsstellung und das Inkasso. Der Leistungspreis deckt die Kosten für die Lieferbereitschaft ab.

#### Sonderverträge
Für gewerbliche und industrielle Stromverbraucher werden individuell abgestimmte Sonderverträge abgeschlossen, meist mit Laufzeiten von einem bis mehreren Jahren.
Die Strompreise dieser Sonderverträge unterliegen nicht der Preiskontrolle der Landesbehörden, sondern dem Wettbewerb auf dem Strommarkt. Die Preisregelung ist im Vergleich zu Haushalts- und Gewerbetarifen umfangreicher. Der maximale Leistungsbedarf kommt als Abrechnungsgröße hinzu. Dazu erfolgt für Verbraucher mit einem Strombedarf über 100.000 kWh/Jahr die registrierende Leistungsmessung, die den höchsten Leistungsbedarf (gemessen als kW) eines Abrechnungszeitraums erfasst.
Die Preisregelung von Sonderverträgen für gewerbliche und industrielle Stromverbraucher beinhaltet:
- Arbeitspreis (verbrauchsabhängig)
- Leistungspreis (verbrauchsabhängig): Entgelt für den höchsten Leistungsmittelwert eines Abrechnungszeitraum, Abrechnungseinheit €/kW
- Grund- und Messpreis (verbrauchsunabhängig)
- Blindmehrarbeit (verbrauchsabhängig) Berechnung, sofern keine ausreichende Blindleistungskompensation vorhanden ist.

### Abrechnungsbeispiele für Stromtarife

#### Singlehaushalt
Die Abrechnung des Stromverbrauchs nach einem typischen Haushaltstarif (Grundversorgung) ist im folgenden Beispiel für den Ablese-Zeitraum 23. September 2007 bis 21. September 2008 dargelegt. Aufgeführt sind die wesentlichen Tarifbestandteile. Innerhalb des Abrechnungszeitraums sind demnach zum 1. Januar 2008 die Vergütungssätze angehoben worden. Die erforderliche Unterteilung des Abrechnungszeitraums erfolgt zeitanteilig.
| Sparte | Zähler-Nr. | ZW* | Datum      | Zählerstand | Art** | Verbrauch | Faktor | Abzurechnender Verbrauch |
| ------ | ---------- | --- | ---------- | ----------- | ----- | --------- | ------ | ------------------------ |
| Strom  | S00985632  | ET  | 23.09.2007 | 8270        | 01A   |           |        |                          |
|        |            |     | 31.12.2007 | 8640        | 02S   |           |        |                          |
|        |            |     | 21.09.2008 | 9370        | 01A   | 1100      | 1      | 1100 kWh                 |

| Tarif                       | Zone | Zeitraum          | Menge | Tage | Preis               | Betrag (€) |
| --------------------------- | ---- | ----------------- | ----- | ---- | ------------------- | ---------- |
| Arbeitspreis (2007)         | 1    | 23.09.07–31.12.07 | 370   |      | 0,142500 €/kWh      | 52,73      |
| Arbeitspreis (2008)         | 1    | 01.01.08–21.09.08 | 730   |      | 0,147500 €/kWh      | 107,68     |
| Bereitstellungspreis (2007) | 1    | 23.09.07–31.12.07 | 1     | 100  | 35,00 €/Jahr        | 9,59       |
| Bereitstellungspreis (2008) | 1    | 01.01.08–21.09.08 | 1     | 264  | 40,00 €/Jahr        | 28,93      |
| Verrechnungspreis (2007)    | 1    | 23.09.07–31.12.07 | 1     | 100  | 25,00 €/Jahr        | 6,85       |
| Verrechnungspreis (2008)    | 1    | 01.01.08–21.09.08 | 1     | 264  | 30,00 €/Jahr        | 21,70      |
| Stromsteuer                 | 1    | 23.09.07–21.09.08 | 1100  |      | 0,020500 €/kWh      | 22,55      |
|                             |      |                   |       |      | Nettosumme Strom    | 250,03     |
|                             |      |                   |       |      | Umsatzsteuer (19 %) | 47,51      |
|                             |      |                   |       |      | Bruttogesamtsumme   | 297,54     |

*Legende zu ZW (Zählwerk):
ET – Eintarifzähler, DT – Doppel- oder Zweitarifzähler

**Legende zu Art (Ablesegrund):
01 Turnusablesung, 02 Abgrenzung, S geschätzt, A abgelesen.
Der angegebene Arbeitspreis enthält unter anderem das Netznutzungsentgelt für den Transport des Stroms, die Konzessionsabgabe und die Umlagen nach dem Kraft-Wärme-Kopplungsgesetz sowie dem Erneuerbare-Energien-Gesetz. Das Netznutzungsentgelt wird gesondert ausgewiesen, die übrigen Umlagen meist nicht. Auf der Rechnung muss die Energieträgerverwendung angegeben werden, also die Erzeugungsart des Stroms.

#### Sondervertragskunde
Die Abrechnung des Stromverbrauchs für einen typischen Großkunden nach einem Tarif mit Monatsleistungspreis ist im folgenden Beispiel für den Ablese-Zeitraum Juni 2007 dargelegt. Die grundlegenden Abrechnungsgruppen sind Wirkarbeit, Leistung und Blindarbeit, die Wirk- und Blindarbeit ist in Hochtarif- (HT, tagsüber) und Niedrigtarifzeiten (NT, nachts) unterteilt.
| ZW*  | von        | bis        | Zählerstand alt | Zählerstand neu | Differenz | Wandler- faktor | Verbrauch    |
| ---- | ---------- | ---------- | --------------- | --------------- | --------- | --------------- | ------------ |
| WHT  | 01.06.2007 | 30.06.2007 | 130.409,25      | 144.622,03      | 14.212,78 | 40              | 568.512 kWh  |
| WNT  | 01.06.2007 | 30.06.2007 | 143.194,60      | 156.836,54      | 13.641,94 | 40              | 545.677 kWh  |
| LSTG | 01.06.2007 | 30.06.2007 | 35,398          | 82,348          | 46,950    | 40              | 1878,4 kW    |
| BHT  | 01.06.2007 | 30.06.2007 | 11.697,06       | 13.573,46       | 1876,40   | 40              | 75.056 kVArh |
| BNT  | 01.06.2007 | 30.06.2007 | 12.949,73       | 14.470,01       | 1520,28   | 40              | 60.811 kVArh |

| Bezeichnung        | von        | bis        | Verbrauch     | Preis               | Betrag (€) |
| ------------------ | ---------- | ---------- | ------------- | ------------------- | ---------- |
| Leistungspreis     | 01.06.2007 | 30.06.2007 | 1878,4 kW     | 5,50000 €/kW        | 10.331,20  |
| Arbeitspreis HT    | 01.06.2007 | 30.06.2007 | 568.512 kWh   | 0,07430 €/kWh       | 42.240,44  |
| Arbeitspreis NT    | 01.06.2007 | 30.06.2007 | 545.667 kWh   | 0,04430 €/kWh       | 24.173,05  |
| KWKG               | 01.06.2007 | 30.06.2007 | 8333 kWh      | 0,00289 €/kWh       | 24,08      |
| KWKG (vergünstigt) | 01.06.2007 | 30.06.2007 | 1.105.856 kWh | 0,00050 €/kWh       | 552,93     |
| EEG                | 01.06.2007 | 30.06.2007 | 1.114.189 kWh | 0,00880 €/kWh       | 9.804,86   |
| Stromsteuer        | 01.06.2007 | 30.06.2007 | 1.114.189 kWh | 0,02050 €/kWh       | 22.840,87  |
| Messpreis          | 01.06.2007 | 30.06.2007 | 30 Tage       | 960 €/ 365 Tage     | 78,90      |
| Trafomiete         | 01.06.2007 | 30.06.2007 | 30 Tage       | 1424 €/ 365 Tage    | 117,04     |
| Blindmehrarbeit    | 01.06.2007 | 30.06.2007 | 0 kVArh       | 0,01090 €/kVArh     | 0,00       |
|                    |            |            |               | Nettobetrag         | 110.163,73 |
|                    |            |            |               | Umsatzsteuer (19 %) | 20.931,11  |
|                    |            |            |               | Rechnungsbetrag     | 131.094,84 |

*Legende zu ZW (Zählwerk):
WHT – Wirkarbeit Hochtarif, WNT – Wirkarbeit Niedertarif, LSTG – Leistung, BHT – Blindarbeit Hochtarif, BNT – Blindarbeit Niedertarif
Der angegebene Arbeitspreis enthält bereits die Kosten für die Netznutzung sowie die Konzessionsabgabe. Die Kosten für die Netznutzung werden in diesem Zusammenhang gesondert ausgewiesen. Auf der Rechnung muss die Energieträgerverwendung angegeben werden, also die Erzeugungsart des Stroms.

## Strompreis in Österreich
Die Strompreise in Österreich werden vom Statistischen Amt der Europäischen Union (Eurostat) veröffentlicht. Die Daten werden von Statistik Austria aufbereitet und graphisch visualisiert dargestellt und angeboten. Weitere Informationen bietet das Bundesministerium für Klimaschutz, Umwelt, Energie, Mobilität, Innovation und Technologie (BMK).
| Jahr | Bruttopreise Großhandel [ct/kWh] | Bruttopreise Privat [ct/kWh] |
| ---- | -------------------------------- | ---------------------------- |
| 2009 | 11,1                             | 18,4                         |
| 2010 | 11,1                             | 19,45                        |
| 2011 | 10,89                            | 19,61                        |
| 2012 | 10,74                            | 19,76                        |
| 2013 | 10,63                            | 20,48                        |
| 2014 | 10,18                            | 20,12                        |
| 2015 | 9,79                             | 19,97                        |
| 2016 | 9,55                             | 20,15                        |
| 2017 | 9,07                             | 19,69                        |
| 2018 | 9,34                             | 19,51                        |
| 2019 | 9,79                             | 19,78                        |
| 2020 | 10,4                             | 20,77                        |
| 2021 | 11,91                            | 21,6                         |
| 2022 | 18,82                            | 23,59                        |
| 2023 | 22,22                            | 27,1                         |

## Strompreis in der Schweiz
Die Strompreise in der Schweiz werden vom landesweiten Dachverband der Elektrizitätsunternehmen, dem Verband Schweizerischer Elektrizitätsunternehmen (VSE), veröffentlicht. Hier spielt die Eidgenössische Elektrizitätskommission (ElCom) die Rolle des Preisüberwachers.
Alle Strompreise und weitere Informationen können rückwirkend bis zum Jahr 2009, für verschiedene Kantone und Netzbetreiber usw. über das Onlineportal aufgerufen und graphisch dargestellt werden.
Als Beispiel lag 2012 der durchschnittliche Strompreis in der Schweiz einschließlich der Steuern und Abgaben demnach
- für Haushaltskunden mit einem Verbrauch von 2500 kWh/a bei 22,91 Rp./kWh (Rappen je kWh)
- für Haushaltskunden mit einem Verbrauch von 4500 kWh/a bei 18,87 Rp./kWh
- für Gewerbekunden mit einem Verbrauch von 150.000 kWh/a bei 18,13 Rp./kWh
- für industrielle Kunden mit einem Verbrauch von 1.500.000 kWh/a bei 14,83 Rp./kWh.

Die ElCom gab für das Tarifjahr 2023 bekannt, dass der Median-Strompreis bei 26.95 Rappen pro Kilowattstunde liegt.
Historisch waren die Strompreise nach Gebrauchsart und Tageszeit stark unterschiedlich. So kostete der Lichtstrom im Jahr 1917 in Wetzikon 50 Rappen pro Kilowattstunde, während der Kochstrom maximal 10 Rappen kostete, jedoch zu bestimmten Zeiten gesperrt war. Auch die Preise in Uznach im Jahr 1931 unterschieden sich; Lichtstrom kostete 30 Rappen pro Kilowattstunde für die ersten 500 Kilowattstunden, je nach Art und Sperre kostete der Strom auch nur 4 Rappen. Beim Wärmeanschlusses ohne Einschränkungen kostete die Kilowattstunde 20 Rappen.

## Strompreis in der EU und der Eurozone

### Großhandelsstrompreis

Strompreisvolatilität und -anstieg im Zuge des Ukrainekrieges

Strom wird über Brokerplattformen und an den Handelsplätzen EEX (Terminmarkt, Leipzig) und EPEX SPOT (Spotmarkt, Paris) wie Wertpapiere gehandelt. Als Grundgröße dient die Menge MWh (Megawattstunde). Beim Handel werden Strommengen von einem von einem Händler beim Übertragungsnetzbetreiber geführten sogenannten Bilanzkreis in den Bilanzkreis eines anderen Händlers übertragen. Netzentgelte, Umlagen usw. fallen erst bei Lieferung an einen Endkunden an.
Der mengengewichtete Spotpreis an der Börse erzielte im Jahr 2016 seinen niedrigsten Wert mit 2,8 ct/kWh, seither stiegen die Preise zunächst geringfügig, dann in Folge des Ukrainekriegs und der gestiegenen Gaspreise im Jahr 2021 extrem an (siehe Merit-Order). Der höchste Wert wurde im Jahr 2022 mit 23 ct/kWh erreicht. Seither sind die Großhandelspreise wieder gesunken, blieben jedoch weit über dem Vorkriegsniveau. Im Jahr 2023 lag der mengengewichtete Jahresdurchschnitt bei 9,2 ct/kWh.

### Übersicht
Die Strompreise in Europa werden vom Statistischen Amt der Europäischen Union (Eurostat) erfasst, ausgewertet und monatlich veröffentlicht. Darüber hinaus werden diese Daten in regelmäßigen Abständen zusammengefasst und analysiert.
Während die Haushaltskundenpreise Deutschlands europaweit an der Spitze liegen, sind die Industriekundenpreise mehr im Mittelfeld platziert.

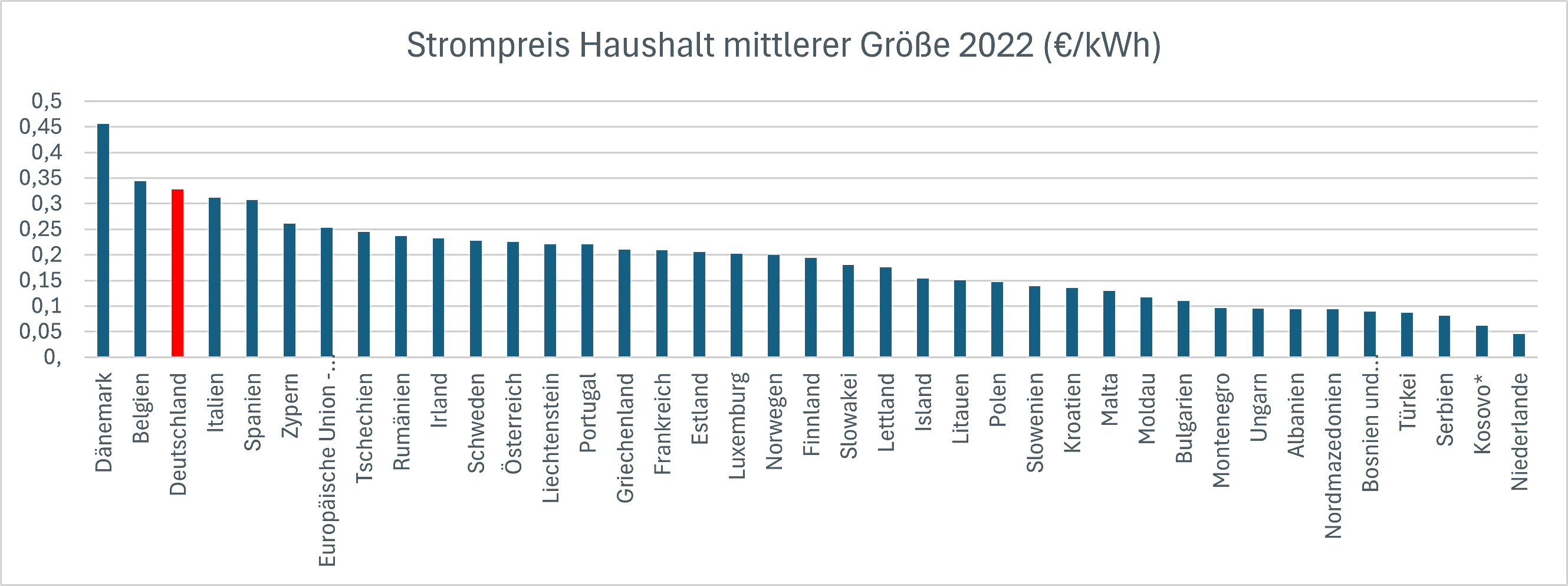
Europäische Strompreise für Haushalt mittlerer Größe

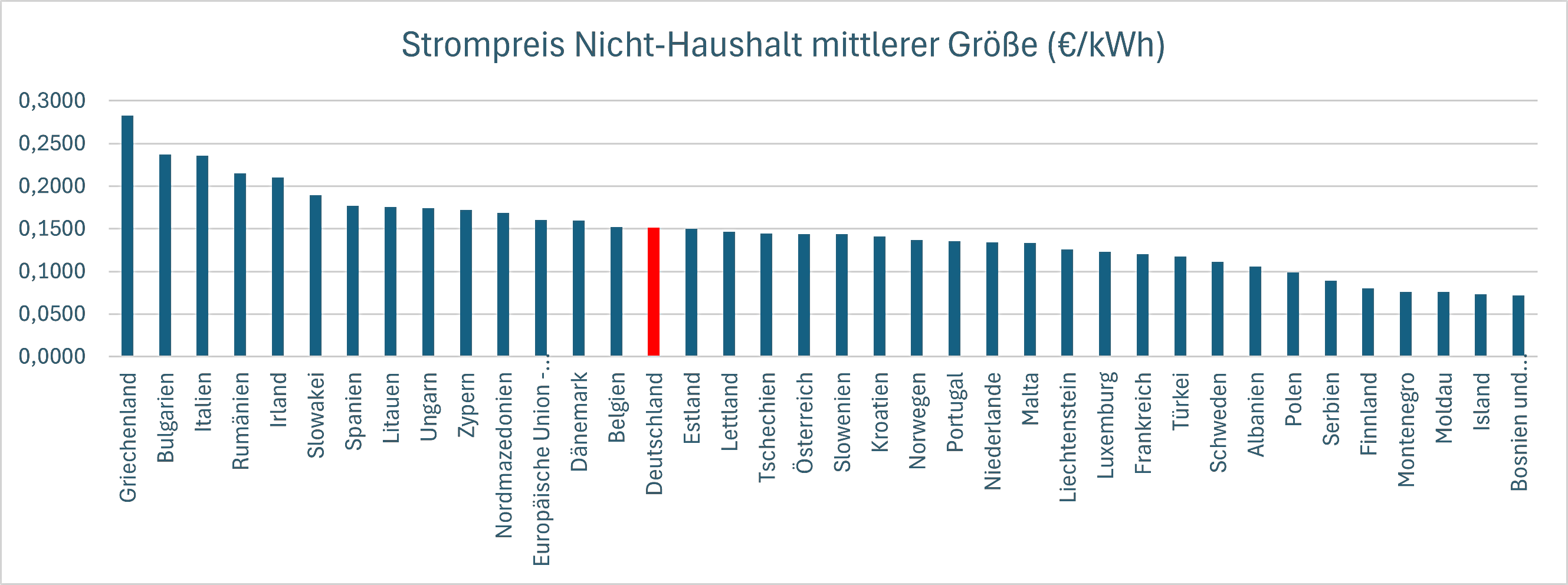
Strompreis EU, Nicht-Haushalt mittlerer Größe

### Erfassungsmethode und Begriffe
Als Haushaltskunden werden von Eurostat Privatverbraucher mit einem jährlichen Stromverbrauch zwischen 500 und 5000 kWh/a erfasst. Die Erhebungen erfolgen für fünf unterschiedliche Haushaltstypen, um die Bandbreite der Tarifarten und die Unterschiede im Jahresverbrauch einzubeziehen. Der EU-weite Mittelwert wird anhand des nationalen Stromverbrauchs im Privatsektor (Basisjahr derzeit 2009) durch statistische Gewichtung errechnet. Als Industriekunden werden Betriebe mit einem jährlichen Stromverbrauch zwischen 500.000 und 2.000.000 kWh/a erfasst. Die Erhebungen sind verbindlich durch den Beschluss der EU-Kommission 2007/394/EG geregelt. Die Bandbreite der unterschiedlichen Tarife und Verbrauchshöhen wird in diesem Sektor durch sieben verschiedene Gruppen erfasst. Die Hochrechnung zum EU-weiten Mittelwert erfolgt wie bei den Privatkunden durch Gewichtung des nationalen Verbrauchs im Industriesektor.

### Entwicklung der Strompreise in der Eurozone

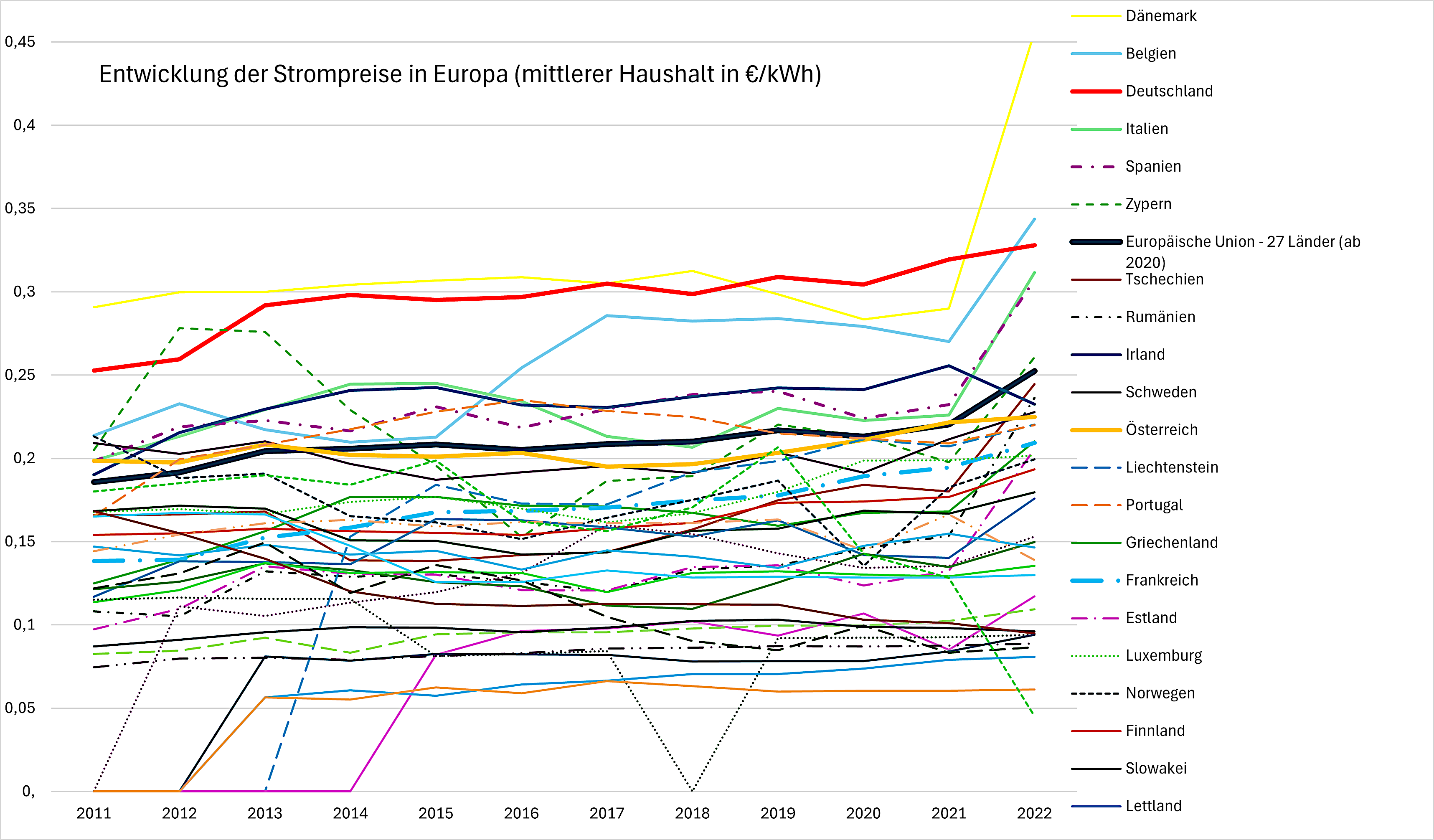
Entwicklung der Strompreise für einen mittleren Haushalt in der EU

## Strompreis UK
Die Preise werden z. B. vom Department for Business, Energy & Industrial Strategy (BEIS) der Regierung veröffentlicht. Die Daten werden pro Quartal aufbereitet und angeboten.
Weitere Daten, Details und Informationen können über das offizielle Office of Gas and Electricity Markets (Ofgem), welches für die Marktregulierung zuständig ist, bezogen werden.

## Strompreis USA
Die aktuellen Preise und Daten werden von der U.S. Energy Information Agency (EIA), einer Unterorganisation des Department of Energy (DoE) aufbereitet und publiziert.
Der Strompreis in den USA setzt sich ähnlich zu Deutschland aus den Anteilen (Stand 2021) Distribution (31 %), Transmission (13 %) und Generation (56 %) zusammen. Für die Regulierung ist die Federal Energy Regulatory Commission zuständig.
Im Jahr 2021 lag der durchschnittliche jährliche Einzelhandelspreis für Strom in den USA bei 11,18 Cent pro Kilowattstunde (kWh).

### Fachbücher
- Leonhard Müller: Strompreise. In: Handbuch der Elektrizitätswirtschaft. Springer Berlin Heidelberg, Berlin, Heidelberg 2001, ISBN 978-3-642-63194-8, S. 368–418, doi:10.1007/978-3-642-56805-3_10.
- Dietrich Pelte: Die Zukunft unserer Energieversorgung. Springer Fachmedien Wiesbaden, Wiesbaden 2014, ISBN 978-3-658-05814-2, doi:10.1007/978-3-658-05815-9.
- Hans-Wilhelm Schiffer: Energiemarkt Deutschland: Daten und Fakten zu konventionellen und erneuerbaren Energien. Springer Fachmedien Wiesbaden, Wiesbaden 2019, ISBN 978-3-658-23023-4, doi:10.1007/978-3-658-23024-1.
- Marcel Linnemann: Energiewirtschaft für (Quer-)Einsteiger: Einmaleins der Stromwirtschaft. Springer Fachmedien Wiesbaden, Wiesbaden 2021, ISBN 978-3-658-33143-6, doi:10.1007/978-3-658-33144-3.
- Ines Zenke, Stefan Wollschläger, Jost Eder (Hrsg.): Energiepreise: Von der Kalkulation bis zur Abrechnung von Preisen für Strom, Gas, Fernwärme, Wasser und CO2 (= De Gruyter Praxishandbuch). 2. Auflage. De Gruyter, Boston 2021, ISBN 978-3-11-071482-1.

### Studien & andere Publikationen
- Agentur für Erneuerbare Energien: Erneuerbare Energien. Ein Gewinn für den Wirtschaftsstandort Deutschland. Berlin 2014. (Online)
- Analysen der Europäischen Kommission: Energy prices and costs in Europe. Seit 2014 alle 2 Jahre. (Online)
- Bundestag: Wissenschaftliche Dienste: Der Strompreis für Haushalte und seine Bestandteile (div. Analysen 2014, 2016, 2017: Online)
- KfW: Steigende Kosten der Stromversorgung und steigende Preise: Wer trägt die Zusatzbelastung?, Volkswirtschaft Kompakt, Nr. 11 (2013)
- Lukas Emele: Entwicklung der Strompreise im Verhältnis zur Kaufkraft und Abhängigkeit der Strompreise von den Primärenergiekosten im Untersuchungszeitraum 1950 bis heute. Rottenburg am Neckar Juni 2009 (Online [PDF; 2,7 MB; abgerufen am 19. August 2012] Projektarbeit an der HFR Rottenburg in Zusammenarbeit mit dem Wirtschaftsarchiv Baden-Württemberg).
- Industrie profitiert vom strompreissenkenden Effekt der Erneuerbaren Energien. In: Agentur für Erneuerbare Energien (Hrsg.): Renews Kompakt. 25. April 2012 (Online [PDF; 1,1 MB; abgerufen am 22. Juli 2013]).
- Kosten und Preise für Strom. In: Agentur für Erneuerbare Energien (Hrsg.): Renews Spezial. 1. November 2014 (Online [PDF; abgerufen am 30. November 2014]).
- Swantje Küchler, Bettina Meyer: Was Strom wirklich kostet. Vergleich der staatlichen Förderungen und gesamtgesellschaftlichen Kosten konventioneller und erneuerbarer Energien. Hrsg.: Forum Ökologisch-Soziale Marktwirtschaft e. V. Langfassung, überarbeitete und aktualisierte Auflage. (Online [PDF; 556 kB; abgerufen am 30. Januar 2013]).
- Felix Matthes: Aktuelle Stromkosten für die energieintensiven Industrien in Deutschland. Berlin 23. Juni 2013 (Online [PDF; 261 kB; abgerufen am 22. Juli 2013] Memo).

### Zeitungsartikel
- Strompreise binnen eines Jahres um 40 Prozent gestiegen. In: tagesschau.de. 25. Januar 2022, abgerufen am 17. September 2022.
- Winand von Petersdorff: Energiewende paradox: Deutschlands wundersame Stromschwemme. In: FAZ.NET. 15. Oktober 2013 (faz.net).
- Marlies Uken: Der Kampf um die Strompreise hat begonnen. In: Die Zeit. 27. August 2012 (zeit.de).
- Michael Bauchmüller: Grüner Strom ist teuer. In: Süddeutsche.de. 16. August 2012, abgerufen am 17. September 2022.

### Deutschland
- Erdgas- und Stromdurchschnittspreise (Offizielle Zahlen publiziert vom Statistische Bundesamt)
- smard.de – Strommarktdaten (Offizielle Statistiken von der Bundesnetzagentur als OpenData)
- Wie setzt sich der Strompreis zusammen? (Bundesnetzagentur)
- Monitoringberichte – Umfangreiche Jahresberichte der Bundesnetzagentur

### Europa
- Website Europäische Kommission. In: Ressort Energie, Klimawandel, Umwelt. Europäische Kommission, abgerufen am 18. Oktober 2023.

### Schweiz
- Strompreisübersicht der Eidgenössischen Elektrizitätskommission ElCom

### Andere
- Agorameter der Agora Energiewende, Smart Energy for Europe Platform (SEFEP) gGmbH
- Daten und Grafiken des Bundesverband der Energie- und Wasserwirtschaft e. V. (BDEW)
- Grafiken der Agentur für Erneuerbare Energien (AEE)
- UK: All available charts. Office of Gas and Electricity Markets (Ofgem), abgerufen am 8. November 2022.
- US: Prices and factors affecting prices - U.S. Energy Information Administration (EIA). U.S. Energy Information Administration, 20. April 2022, abgerufen am 8. November 2022 (englisch).